# Styringomyia solomonensis
Styringomyia solomonensis là một loài ruồi trong họ Limoniidae. Chúng phân bố ở miền Australasia.